# Scottish Division One 1913/1914
Dvacátý čtvrtý ročník Scottish Division One (1. skotské fotbalové ligy) se konal od 16. srpna 1913 do 29. dubna 1914.
Soutěže se zúčastnilo již nově 20 klubů a vyhrál ji pojedenácté ve své historii Celtic FC. Nejlepším střelcem se stal opět hráč Rangers FC Willie Reid, který vstřelil 27 branek.